# 帕沙乡
帕沙乡，旧译巴厂乡，是缅甸掸邦东部第四特区南板县下辖的一个乡。

## 地理位置
帕沙乡位于南板县西北部，南与景康乡相接，西南临温龙乡，西、北、东均与中华人民共和国云南省西双版纳傣族自治州接壤，东接景洪市勐龙镇勐宋村，西、北接勐海县布朗山布朗族乡章家村和勐昂村。

## 行政区划
帕沙乡下辖11个村寨：
- 帕沙村（ပါဆန်းရွာ）
- 莫朵村（မောတွန်ရွာ）
- 先广村（ဝမ်ရှဲန်ကောင်းရွာ）
- 万布龙村（ဝမ်ပုတ်လုံရွာ）
- 万迈宾村（ဝမ်မိုင်ပင်းရွာ）
- 万迈龙村（ဝမ်မိုင်လုံရွာ）[2]
- 万迈莫村（ဝမ်မိုင်မွန်းရွာ）
- 帕沙上寨（ပါဆန်းပေါ်ရွာ）
- 帕沙下寨（ပါဆန်းအောက်ရွာ）[3]
- 万索上寨（ဝမ်ဆော်ပေါ်ရွာ）
- 万索下寨（ဝမ်ဆော်အောက်ရွာ）[4]